# Distretto di Yayladağı
Il distretto di Yayladağı (in turco Yayladağı ilçesi) è uno dei distretti della provincia di Hatay, in Turchia.